# Georges François Reuter
Pour les articles homonymes, voir Reuter.
Georges François Reuter est un naturaliste français, né le 30 novembre 1805 à Paris et mort le 23 mai 1872 à Genève.

## Biographie
Il est d'abord graveur à Paris, où il suit les cours d'Antoine-Laurent de Jussieu. En 1826, il devient graveur à Genève, dans l'atelier de M. Rochat et continue à se passionner pour la botanique. En 1832, il publie, à l'instigation d'Augustin Pyramus de Candolle, la première édition du Catalogue des plantes vasculaires du canton de Genève. L'année suivante, il devient conservateur de l'herbier de Candolle, position qu'il conserve jusqu'en 1842, époque à laquelle il part explorer la flore de l'Espagne centrale.
De retour à Genève, il devient conservateur de l'herbier de Pierre Edmond Boissier, un poste qu'il conservera jusqu'à sa mort.
Il dirige le jardin botanique de Genève à partir de 1849. Henri Margot (1807-1894) et Reuter publient en 1838, un Essai d’une flore de l’île de Zante. Reuter a collaboré avec de très nombreux amateurs de botanique de Genève.

## Sources
- Emile Gautier, Georges-François Reuter, Mémoires de la SPHN de Genève, 21/2, 1872, p. 599-602.Notices d'autorité :   - VIAF
  - ISNI
  - BnF (données)
  - IdRef
  - LCCN
  - GND
  - Italie
  - Pays-Bas
  - WorldCat
- Benoît Dayrat (2003). Les Botanistes et la Flore de France, trois siècles de découvertes. Publications scientifiques du Muséum national d’histoire naturelle : 690 p.
- B.W. Feddersen et A.F. von Oettingen (1898). J.C. Poggendorff Biographisch-literarisches Handwörterbuch zur Geschichte der exacten Wissenschaften. Verlag von Johann Ambrosius Barth. (Leipzig).